# Dragan Džajić
Dragan Džajić (cyr. Драган Џајић, ur. 30 maja 1946 w Ubie) – jugosłowiański piłkarz grający na pozycji lewego skrzydłowego.

## Kariera
Karierę piłkarską rozpoczynał w klubie Jedinstvo Bijelo Pole, a następnie do 1977 występował w FK Crvena zvezda. Jako zawodnik Czerwonej Gwiazdy rozegrał 590 meczów, w których strzelił aż 287 goli. W reprezentacji Jugosławii grał 83 razy w latach 1964–1977, zdobywając 23 bramki. Srebrny medalista ME w 1968, uczestnik MŚ w 1974. Pięciokrotnie powoływany był do reprezentacji świata. Do teraz uznawany jest za jednego z najlepszych zawodników w historii grających na swojej pozycji.
W reprezentacji Jugosławii zadebiutował w 1964 w spotkaniu z reprezentacją Rumunii (1:1). Liczne sukcesy klubowe i setki rozegranych spotkań uczyniły z niego gwiazdę piłkarskich boisk. Doskonale dyrygował drużyną, co potwierdził podczas ME w 1968, gdzie reprezentacja Jugosławii stoczyła ciężkie pojedynki z Anglią (1:0) i Włochami (1:1, a w powtórzonym meczu 0:2). W pierwszym meczu Džajić popisał się precyzyjnym lobem w 86 minucie spotkania, strzelając bramkę decydującą o zwycięstwie, a w finale uzyskał prowadzenie dla plavich. Ten najwybitniejszy piłkarz ówczesnej Jugosławii, o którego ubiegały się wówczas najsłynniejsze piłkarskie potęgi – Real Madryt, Atlético Madryt czy Bayern Monachium, wybrał jednak francuską Bastię, gdzie zdołał strzelić 31 bramek w 80 spotkaniach. Został powołany do kadry na ME w 1976. Upływ czasu nie tylko nie zaważył na jego umiejętnościach, ale też ugruntował pozycję jako wybitnego zawodnika.
W listopadzie 2003 został wybrany w plebiscycie z okazji 50-lecia UEFA Złotym zawodnikiem Jugosławii, czyli najlepszym piłkarzem grającym w okresie od powstania UEFA do tego momentu. Należy dodać, że piłkarze byli wybierani we wszystkich państwach Europy przez federacje piłkarskie swoich krajów. Sam Pelé powiedział kiedyś o nim: „Džajić jest bałkańskim cudem – prawdziwym czarodziejem. Dziwne, że nie jest Brazylijczykiem, bo nigdy w życiu nie widziałem tak naturalnego piłkarza.”, co może mówić samo za siebie o jego nieprzeciętnych umiejętnościach.